# Schenectady Open 1986
Lo Schenectady Open 1986 è stato un torneo di tennis giocato sul cemento. È stata la 2ª edizione del torneo, che fa parte dei Tornei di tennis femminili indipendenti nel 1986. Si è giocato a Schenectady negli USA, dal 14 al 20 luglio 1986.

## Campionesse

### Singolare
Luciana Corsato ha battuto in finale  Jennifer Fuchs con il punteggio di 6–0, 6–4

### Doppio
Laura Glitz /  Jennifer Goodling hanno battuto in finale  Jennifer Fuchs /  Dena Levy con il punteggio di 6–3, 3–6, 6–0